# Dissay
Dissay – miejscowość i gmina we Francji, w regionie Nowa Akwitania, w departamencie Vienne.
Według danych na rok 1990 gminę zamieszkiwało 2 498 osób, a gęstość zaludnienia wynosiła 105 osób/km² (wśród 1467 gmin regionu Poitou-Charentes, Dissay plasuje się na 104. miejscu pod względem liczby ludności, natomiast pod względem powierzchni na miejscu 287.).

## Współpraca
Miejscowość partnerska:
- Frameries, Belgia